# Německá spolková banka
Německá spolková banka (německy Deutsche Bundesbank), je centrální banka Německa a jako taková je součástí Evropského systému centrálních bank (ESCB) a díky své minulosti a velikosti je jejím nejvlivnějším členem. Stejně jako Evropská centrální banka se i tato banka nachází ve Frankfurtu nad Mohanem. Někdy se jí přezdívá Buba, jako zkratka slova Bundesbank. Její oficiální zkratka je BBk.
Založena byla roku 1957 jako nástupce Banky německých zemí, která 20. června 1948 zavedla Německou marku. Do plného zavedení Eura roku 2002 byla centrální bankou pro Německou marku.
Německá spolková banka byla první centrální bankou, které byla udělena plná nezávislost na státu. Tento model se později začal nazývat Bundesbank model, proti kterému stojí Novozélandský model, jehož cíle, například míra inflace, jsou stanoveny vládou. Model Bundesbank je dnes užíván i Evropskou centrální bankou a jako koncept dal vzniknout celému Eurosystému.
Německá spolková banka si vydobyla značný respekt ve druhé polovině 20. století pro svou kontrolu míry inflace. Díky tomu se z Německé marky stala jedna z nejváženějších měn a Německá spolková banka tak získala nepřímý vliv v řadě evropských zemí.

## Historie Spolkové banky

### 1948–1957
Dějiny Spolkové banky se pojí s historií německé měny po druhé světové válce. Po totální likvidaci říšské marky byla stará měna prakticky bezcenná. Měnové reformy proběhly v západní části okupovaného Německa včetně Západního Berlína. 21. června 1948 nahradila Německá marka dosavadní Říšskou marku. Reforma proběhla na základě zákonů schválených Spojeneckou vojenskou vládou. Ještě před měnovou reformou zavedly západní mocnosti v zemi nový dvoustupňový systém centrálních bank podle vzoru Federálního rezervního systému Spojených států amerických. Prvním stupněm byla Banka německých zemí (Bank deutcher Länder), která vznikla 1. března 1948 se sídlem ve Frankfurtu nad Mohanem. Druhým stupněm pak byly banky jednotlivých německých spolkových zemí, které fungovaly jako centrální banky ve své vlastní jurisdikci. Banka německých zemí, jejíž kapitál byl sdílený všemi bankami spolkových zemí, zodpovídala za vydávání bankovek, koordinační politiku a řadu dalších úkolů včetně správy směny cizích měn. Nejvyšší vedení tohoto dvoustupňového systému měla na starosti Rada centrální banky (Zentralbankrat). Skládala se z předsedy rady, guvernérů bank jednotlivých spolkových zemí a předsedy vedení Banky německých zemí. Kromě jiného byla Rada centrální banky zodpovědná za měnový kurz, povinné minimální rezervy, směrnice politiky otevřeného obchodu a poskytování úvěrů. Po špatné zkušenosti se závislostí centrální banky na státní moci byl bankovní systém vystavěn jako nezávislý, a to i na federální vládě, která plně fungovala od roku 1949.

### 1957–1990
Německé Grundgesetz (základní právo), které vstoupilo v platnost 23. května 1949, se zavázalo vytvořit federální banku zodpovědnou za monetární politiku. Zákonodárci tento závazek naplnili zákonem o spolkové bance (Bundesbankgesetz) z 26. července 1957. Zákon rušil dvoustupňový systém centrálních bank. Zemské banky přestaly být nezávislými bankami a pod starým jménem Landeszentralbank začaly sloužit jako regionální pobočky Spolkové banky. Rada centrální banky zůstala hlavním rozhodovacím orgánem nové banky. Byla složena z předsedů zemských bank a představenstva Spolkové banky ve Frankfurtu nad Mohanem. Rada centrální banky rozhodovala o měnové a úvěrové politice a poskytovala institucionální rámec pro správu banky. Centrální výkonný orgán, představenstvo (Direktorium), bylo zodpovědné za implementaci rozhodnutí Rady centrální banky. Direktorium banku řídilo a jeho největší povinností bylo vyjednávání s federální vládou a spravování jejích speciálních fondů (Sondernvermögen). Spravovalo úvěrové transakce s bankovními institucemi působícími na území Spolkové republiky Německo, zodpovídalo za měnové transakce, zahraniční komerční transakce a operace volného trhu. Představenstvo tvořil předseda, místopředseda a až šest dalších členů. Zemské centrální banky nezávisle vykonávaly činnosti, které spadaly do jejich oblastí jurisdikce. Zákon o Spolkové bance stanovoval jejich povinnost za jednání s veřejnými orgány a úvěrovými institucemi. Centrální banky spolkových zemí také spravovaly pomocné orgány (Zweiganstalten), nyní nazývané pobočky (Filialen). Celkové řízení každé zemské centrální bylo v rukou výkonné rady (Vorstand), která se zpravidla skládala z předsedy a místopředsedy banky.

### 1990–1993
Následkem pádu Berlínské zdi podepsala 18. května 1990 Spolková republika Německo a Německá demokratická republika dohodu o vytvoření ekonomické, sociální a měnové unie. V účinnost přišla dohoda 1. července 1990 a udělala z Německé marky jediné legální platidlo v obou německých státech. Německá spolková banka získala zodpovědnost za měnu a měnovou politiku nové ekonomické unie. Byl upraven Zákon o spolkové bance, aby lépe odrážel nově vzniklou situaci a aby byla spolková banka připravena na plánované znovusjednocení. Jedenáct centrálních bank bylo nahrazeno devíti s podobně velkými oblastmi působení.

### 1993–2001
Maastrichtská smlouva, která vstoupila v platnost 1. listopadu 1993, položila základy Evropské hospodářské a měnové unii. Odpovědnost států za vlastní měnovou politiku byla v rámci Evropského společenství přenesena na Evropský systém centrálních bank, který zahrnoval Evropskou centrální banku a centrální banky jednotlivých členských států. Do doby, než Evropská centrální banka získala plnou zodpovědnost za měnu v roce 2001, měla Spolková banka tři správní orgány. Rada centrální banky, která byla složena z předsednictva (Direktorat), složeného z předsedy, místopředsedy a šesti dalších členů. Těchto osm funkcionářů bylo nominováno federální vládou (Bundesregierung). Další složkou Rady centrální banky bylo devět prezidentů zemských bank (Landeszentrallbanken). Ti byli nominováni Spolkovou radou (Bundesrat). Předsednictvo bylo výkonným orgánem Spolkové banky, veškerá rozhodnutí týkající se měnové politiky byla vynášena Radou centrální banky.

### 2001–současnost
V roce 2001 převzala plnou kontrolu nad měnou Evropská centrální banka. Zákon o Spolkové bance byl naposledy upravován v roce 2002 a to sedmým dodatkem zákona o Spolkové bance ze dne 30. dubna 2002, který dal Spolkové bance její současnou strukturu.

## Spolková banka v současnosti
Spolková banka existuje i poté, co ECB (Evropská centrální banka) převzala odpovědnost za měnu. Její povinnosti byly předefinovány v dodatku Zákona o centrální bance Německa přijatých 30. dubna 2002.
Spolková banka jako centrální banka Německa, je integrovanou součástí Evropského systému centrálních bank (ESCB). Podílí se na plnění úkolů ESCB, které mají za cíl udržovat cenovou stabilitu, a rovněž zajišťuje domácí a mezinárodní platby. Na rozdíl od jiných bank, jako je například Bank of England nebo americká Federal Reserve (jako ECB), Spolková banka není oficiálně zodpovědná za stabilitu finančního systému a není věřitelem poslední instance. Na základě zákona o Spolkové bance a ECB statusu má čtyři oblasti působení, na kterých spolupracuje s ECB:

### Zajišťování emise a oběhu bankovek
Jako banka, která vydává bankovky, Spolková banka zásobuje ekonomiku hotovými penězi a zajišťuje fyzický oběh hotovosti. Kontroluje hotovost doručenou z bank a společnosti zajišťuje transport peněz, odstraňuje padělané peníze z oběhu a předává je policii. Zároveň zaměňuje německé marky, které jsou stále v oběhu, bez jakéhokoliv časového omezení a nahrazuje poškozené bankovky (Národní analytický ústav pro padělané a poškozené bankovky a mince). Zároveň zveřejňuje informace o bezpečnostních mechanismech na bankovkách a mincích a každý týden zveřejňuje přehled o množství hotovosti, která je právě v oběhu.

## Spolková banka jako banka bank
Ve vztahu ke komerčnímu bankovnímu systému má Spolková banka dvě funkce:

### Zúčtovací banka pro komerční banky
Spolková banka je zdroj refinancování a zúčtovací banka pro komerční banky. Komerční banky mohou přes Spolkovou banku a ECB využívat „nástroje na refinancování“, které slouží k pokrytí finančních rezerv. Kontrola peněžní zásoby touto metodou byla pro Spolkovou banku hlavním úkolem do konce roku 1998. Od 1. ledna 1999 je jedním z hlavních cílů ECB udržování cenové stability prostřednictvím své monetární strategie. Komerční banky si mohou uložit peníze, které jsou dočasně k dispozici pro potřeby Spolkové banky/ECB. Banka podporuje přeshraniční platby mezi domácími a zahraničními komerčními bankami.

### Dohled nad bankami
Banka zároveň pomáhá regulovat komerční banky v úzké spolupráci s Německou finanční regulační agenturou Bundesanstalt für Finanzdienstleistungsaufsicht (BaFin).

### Spolková banka jako finančník státu
Jako finančník státu, zajišťuje účty a poskytuje běžné bankovní služby pro federální, státní a místní orgány, tak i pro státní organizace sociálního zabezpečení. Pro všechny takové účty je třeba udržovat pozitivní balanc, tzn. Spolková banka nesmí finančně pomáhat veřejnému sektoru. Toto opatření vzniklo jako následek negativních historických předchůdců, kdy Německá říšská banka (Deutsche Reichsbank) financovala obě světové války. Rovněž realizuje transakce cenných papírů pro federální vlády (Bundesfinanzagentur).

### Spolková banka jako držitelka měnových rezerv
Měnové rezervy jsou všechna aktiva Spolkové banky, které nejsou v eurech, včetně rezervy zlata, cenných papírů v zahraničních měnách, atd. Měnové rezervy mohou být investovány s cílem zisku a také zajišťují možnost podílet se na burze, pokud se měnový kurz výrazně změní. Rezervy zlata Spolkové banky jsou druhé největší na světě (hned po U.S. Federal Reserve). Od roku 2011 má Spolková banka přes 3000 tun rezerv zlata.

### Struktura

Devět ústředí Německé spolkové banky

Spolková banka má v Německu devět regionálních sídel a 35 poboček. Od 30. června 2006 má Spolková banka celkem 12 474 zaměstnanců a devět regionálních sídel, které se nacházejí:
- Frankfurt nad Mohanem – federální centrála, zároveň řídící stát Hesensko,
- Stuttgart, řídící stát Bádensko-Württembersko,
- Mnichov řídící stát Bavorsko,
- Berlín, řídící federální město Berlín a stát Braniborsko,
- Hannover, řídící stát Brémy, Dolní Sasko a Sasko-Anhaltsko,
- Hamburk, řídící státy Hamburk, Meklenbursko-Přední Pomořansko a Šlesvicko-Holštýnsko,
- Düsseldorf, řídící stát Severní Porýní-Vestfálsko,
- Mohuč, řídící státy Porýní-Falc a Sársko
- Lipsko, řídící státy Sasko a Durynsko

### Řízení
Výkonná rada (Vorstand) je nejvyšší řídící orgán Spolkové banky. Členové se skládají z prezidenta, viceprezidenta a dalšího výkonného člena, nominovaného německou vládou, plus další členové výkonné rady nominováni Bundesrat (německý legislativní orgán). Všichni členové výkonné rady jsou jmenováni prezidentem Německa, běžně na osm, ale přinejmenším na pět let.

## Spory mezi Spolkovou bankou a vládou
Statutární nezávislost centrální banky, kterou zaručuje zákon o Spolkové bance, nezajišťuje, že mezi centrální bankou a vládou nevzniknou žádné konflikty.

### Spory o měnové unii s východním Německem
Jeden ze závažných sporů mezi centrální bankou a vládou se stal v návaznosti na sjednocení Německa. Poté, co vznikla celní unie mezi bývalou Německou demokratickou republikou a Západním Německem, došlo k vyhrocenému sporu ohledně směnného kurzu východoněmecké měny na marky (Deutschmarks). Kancléř, kterým byl v té době Helmut Kohl, se rozhodl ignorovat rady Spolkové banky a zvolil směnný kurz 1 : 1. Spolková banka se však obávala nadměrné inflace a velmi výrazného zhoršení ekonomických vyhlídek v oblastech bývalého východního Německa. Spor se dostal na veřejnost, když Spolková banka začala otevřeně komunikovat o těchto záležitostech. Přestože veřejnost obvykle Spolkovou banku v otázkách boje proti inflaci podporovala, v tomto případě se postavila za kancléře Helmuta Kohla. Situace se vyhrotila natolik, že Karl Otto Pöhl rezignoval na svůj post prezidenta banky. Spolková banka musela následně použít měnové opatření k vyrovnání inflační mezery.